# هوسوکاوا هاروموتو
هوسوکاوا هاروموتو ((به ژاپنی: 細川晴元 Hosokawa Harumoto); ۱ ژانویهٔ ۱۵۱۹ – ۲۴ مارس ۱۵۶۳) سی و چهارمین کانری در شوگون‌سالاری آشیکاگا، فرماندار (شوگو) ولایت یاماشیرو، ولایت ستسو و ولایت تانبا و هفدهمین رهبر یک شعبه از خاندان هوسوکاوا بنام «هوسوکاواکیچو» بود. نام دوران کودکی وی سُومِی مارو (聡明丸) بود. پدر وی هوسوکاوا سومیموتو، همسراصلی وی دختر سانجو کین‌یوری و پسر ارشد وی هوسوکاوا آکیموتو بود.
پدر وی هوسوکاوا سومیموتو که چهاردهمین رهبر خاندان هوسوکاوا اکیچو بود، مدت‌ها با هوسوکاوا تاکاکونی در حال جنگ بود. در سال ۱۵۲۰، پدر هاروموتو در حین درگیری با تاکاکونی به علت بیماری درگذشت و هاروموتو در ۷ سالگی در حالی که هنوز کودک بود، به جای پدرش به رهبری این خاندان رسید. وی از طرف سرپرستش میوشی موتوناگا مورد حمایت قرار گرفت. نام کودکی او روکورُو (六郎) بود.
در سال ۱۵۳۱، هاروموتو در طی نبرد در مورد رهبری خاندان با شکست دادن هوسوکاوا تاکاکونی (پانزدهمین رهبر یکی از شعبه‌های خاندان هوسوکاوا بنام هوسوکاوا کیوچو)، توانست قدرت را در این خاندان به دست خود بگیرد. به علاوه وی از میوشی موتوناگا که دارای اعتبار و قدرت بسیاری شده بود واهمه پیدا کرد و سال بعد موتوناگا را به قتل رساند. پس از آن، هاروموتو بر کل منطقه منطقه کانسای (ولایت یاماشیرو، ولایت یاماتو، ولایت کاواچی، ولایت ایزومی و ولایت ستسو) تسلط پیدا کرد و عنوان کانری را از شوگون‌سالاری آشیکاگا دریافت کرد.
در سال ۱۵۴۳، هوسوکاوا اوجیتسونا (هجدهمین رهبر یکی از شعبه‌های خاندان هوسوکاوا بنام هوسوکاوا کیوچو) که فرزند خواندهٔ هوسوکاوا تاکاکونی بود، ارتش خود را گسترش داد. در سال ۱۵۴۹، میوشی ناگایوشی که پسر اول میوشی موتوناگا بود، به هاروموتو خیانت کرد و طرف اوجیتسونا را گرفت. به همین دلیل هاروموتو شکست خورد. به دنبال این شکست آشیکاگا یوشی‌ترو که سیزدهمین شوگون شوگون‌سالاری آشیکاگا و همچنین آشیکاگا یوشی‌هارو که پدر یوشی‌ترو بود به ولایت اومی تبعید شدند.